# Синтаро Уда
Синтаро Уда (яп. 宇田 新太郎; 1896—1976) — японский инженер-электрик, один из разработчиков антенны Яги-Уда.

## Биография
Учился в университете Тохоку у профессора Хидэцугу Яги в Институте электротехники. Вместе со своим сокурсником Юджи Нисимурой исследовал собственную длину волны одновитковых катушек индуктивности.
Окончив в 1924 году университетский курс, вошёл в руководимую Хидэцугу Яги исследовательскую группу, которая занималась разработкой радиосвязи на коротких волнах между островами и кораблями с использованием направленных антенн.
Одним из его первых проектов была разработка генератора на электронных лампах на длину волны 4,4 м. Эксперименты с генератором в качестве передатчика привели его к обнаружению эффекта «волнового проектора». Сначала он использовал резонансный контур как антенну и наблюдал направленное излучение. Затем, согласно идее Нисимуры, он поместил паразитную катушку перед активной катушкой, чтобы добиться большего направленного излучения. В конце концов он заменил паразитные катушки на металлические стержни и обнаружил, что напряжённость поля в предпочтительном направлении возрастает с увеличением количества стержней. В дальнейших исследованиях он изменял длину и геометрическое расположение паразитных (пассивных) элементов. Результатом стало предложение добавить к диполю антенны несколько пассивных элементов вдоль направления излучения (раньше это делали только поперёк), что давало желаемый эффект при относительно простой конструкции.
В феврале 1926 года в соавторстве с Яги опубликовал статью «Проектор тончайшего луча электрических волн» в трудах Императорской академии Японии.
В период с марта 1926 года по июль 1929 года опубликовал серию статей о своих исследованиях в журнале Института электротехники Японии (JIEE) на японском языке. Однако в то время этой теме в Японии уделялось мало внимания.
В 1927 году начал заниматься передатчиками и приёмниками радиосвязи, разработал регенеративные приёмники для диапазона частот от 300 до 1500 МГц.
С 1937 года занимался разработкой магнетрона для X-диапазона. После Второй мировой войны проводил исследования клистрона.
В 1951 году, при посещении США, его поразило повсеместное использование антенны Яги-Уда в качестве приёмной телевизионной антенны на крышах домов.
В 1955—1958 годах руководил измерениями в высокочастотных системах передачи (2 ГГц) на сети телефонной связи в Индии.
Вышел на пенсию в 1960 году.

## Антенна Яги-Уда
В 1928 году Хидэцугу Яги представил отчёт на английском языке на конференции IRE в США по результатам исследовательских работ своей группы. Хотя он отразил в этом отчёте значимость участия в разработке направленной антенны Синтаро Уда, однако изобретение стало более известным в мире, как антенна Яги.
В мае 1932 года Хидэцугу Яги получил патент США на эту антенну. Синтаро Уда в этот патент включён не был. В Японии патент на эту антенну (на имена Хидэцугу Яги и Синтаро Уда) был получен в 1940 году.